# ORAOV1
ORAOV1 (англ. Oral cancer overexpressed 1) – білок, який кодується однойменним геном, розташованим у людей на 11-й хромосомі. Довжина поліпептидного ланцюга білка становить 137 амінокислот, а молекулярна маса — 15 354.
| 10         |  | 20         |  | 30         |  | 40         |  | 50         |
| ---------- |  | ---------- |  | ---------- |  | ---------- |  | ---------- |
| MAGSQDIFDA |  | IVMADERFHG |  | EGYREGYEEG |  | SSLGVMEGRQ |  | HGTLHGAKIG |
| SEIGCYQGFA |  | FAWKCLLHSC |  | TTEKDSRKMK |  | VLESLIGMIQ |  | KFPYDDPTYD |
| KLHEDLDKIR |  | GKFKQFCSLL |  | NVQPDFKISA |  | EGSGLSF    |  |            |

A: Аланін

C: Цистеїн

D: Аспарагінова кислота

E: Глутамінова кислота

F: Фенілаланін

G: Гліцин

H: Гістидин

I: Ізолейцин

K: Лізин

L: Лейцин

M: Метіонін

N: Аспарагін

P: Пролін

Q: Глутамін

R: Аргінін

S: Серин

T: Треонін

V: Валін

W: Триптофан

Кодований геном білок за функцією належить до фосфопротеїнів. 
Задіяний у такому біологічному процесі, як ацетилювання. 